# NGC 1753
NGC 1753 ist eine Balken-Spiralgalaxie vom Hubble-Typ SBa im Sternbild Orion nördlich der Ekliptik. Sie ist schätzungsweise 170 Millionen Lichtjahre von der Milchstraße entfernt und hat eine Ausdehnung von etwa 280.000 Lichtjahren. Vom Sonnensystem aus entfernt sich die Galaxie mit einer errechneten Radialgeschwindigkeit von näherungsweise 3.900 Kilometern pro Sekunde.
Das Objekt wurde von dem Astronomen Lewis Swift am 31. Oktober 1886 entdeckt.